# Густав Лехнер
Густав Лехнер (Gustav Lechner; Осијек, 17. фебруар 1913 — Загреб, 5. фебруар 1987) био је југословенски и хрватски фудбалер, репрезентативац и фудбалски тренер.

## Биографија
Фудбал је почео да игра 1930. године у млађим категоријама осијечке Славије, а брзо је постао стандардни првотимац. Крајем 1934. преселио се у Београд и обукао дрес Београдског спортског клуба (БСК) у коме је до лета 1941. одиграо 216 утакмица и освојио три титуле првака Југославије 1935, 1936. и 1939. године.
Током играња за БСК дипломирао је на Правном факултету у Београду. Десет пута је носио дрес репрезентације Београда. Од лета 1941, заједно са клупским другим беком Дупцем, прешао је у загребачки Грађански за који је играо током рата. Од 1945. до 1949. био је играч и тренер Пролетера из Осијека.
Одиграо је 44 утакмице за најбољу селекцију Југославије. Дебитовао је 2. августа 1931. у сусрету против Чехословачке (2:1) у Београду, а последњу утакмицу у дресу са државним грбом одиграно је 3. новембра 1940 против Немачке (2:0) у Загребу. Играо је на утакмицама кад је југословенски тим убедљиво победио Грчку са резултатом 6:1 и Пољску 9:3, као и на чувеном мечу 1934. године против Бразила, када је Југославија нанела „кариокама” један од најтежих пораза у историји и победила са 8:4. За време Другог светског рата одиграо је и 12 сусрета за репрезентацију тадашње НДХ (1941–44).
Након завршетка играчке каријере, посветио се тренерском послу. Водио је екипе Металца (Осијек), Динама (Панчево), новосадске Војводине (1954-1957), загребачког Динама, мостарског Вележа, Славоније, НК Загреба и загребачког Металца. Остао је у сећањима као играч и човек примереног понашања. Преминуо је 5. фебруара 1987. године у Загребу.

## Успеси
- БСК Београд
  - Првенство Југославије (3): 1935, 1936, 1939.
  - Првенство Србије (1): 1941.
- Грађански
  - Првенство НДХ: 1943.